# 娘日帰泥
娘日帰泥（じょうじつきでい）とは、中古中国語の音韻体系（中古音）における娘母（そり舌鼻音）と日母（硬口蓋鼻音）は、上古中国語の音韻体系（上古音）には存在せず、泥母（歯茎鼻音）と同様に発音されていたという説である。清代の章太炎などによって提唱された。

## 概要
隋の601年に編纂された韻書『切韻』や宋代に編纂された韻図『韻鏡』に代表される中古中国語の音韻体系（中古音）において、舌音声母には舌頭音（歯茎破裂音・鼻音）と舌上音（そり舌破裂音・鼻音）の2種類の系列があり、また、それに加えて半歯音に分類される日母（硬口蓋鼻音）という声母が存在した。
|        | 清 （無声無気音） | 次清 （無声有気音） | 濁 （有声音） | 清濁 （鼻音） |
| ------ | ----------------- | ------------------- | ------------- | ------------- |
| 舌頭音 | 端母 /t/          | 透母 /tʰ/           | 定母 /d/      | 泥母 /n/      |
| 舌上音 | 知母 /ʈ/          | 徹母 /ʈʰ/           | 澄母 /ɖ/      | 娘母 /ɳ/      |
| 半歯音 |                   |                     |               | 日母 /ɲ/      |

清代の銭大昕は、かつての上古音では舌上音と舌頭音に区別は無く、どちらも舌頭音として発音されていたとする説を提唱した。しかし、銭は知・徹・澄母が端・透・定母から分化したということ（すなわち非鼻音に関して）のみを取り上げ、鼻音の娘母と泥母の関係、そして舌音には分類されないが発音の近い日母については言及しなかった。
清末民初の学者章炳麟（号・太炎）は1907年、『古音娘日二紐帰泥説』において、泥母・娘母・日母にまたがる諧声関係や異文（伝写により字が異なること）・通仮字の例を挙げ、「古音有舌頭泥紐。其後支別，則舌上有娘紐，半舌半齒有日紐，於古皆泥紐也」（上古音には舌頭音の泥母（のみ）があった。後に舌上音の娘母と半舌半歯音の日母が生じたが、いずれもかつては泥母であった）と述べた。なお、それ以前にも熊士伯（17世紀末 - 18世紀初）等が同様のことに言及している。
カールグレン・董同龢・王力らに代表される20世紀前半の学者は、娘母が泥母から分化したことについては同意したが、日母についてはそれを認めず、上古音に独立した音素を再構した。中古音では、泥母と娘母が韻に関して相補分布を構成しているのに対して、娘母と日母は三等韻において対立しているように見えるためである。しかし実際には、三等韻は二種類の音が存在しており、それを考慮すると娘母と日母も相補分布にある。
1960年代にプーリーブランクによって、上古漢語の介音 *-r- （当初は *-l- を提案していたが後に修正）が先行する頭子音を舌頭音から舌上音に変化させたという説が提唱された。この説は李方桂・スタロスティン・バクスターなどの20世紀後半の上古音の研究者に広く受け入れられ、今日では定説となっている。

## 娘日帰泥説の証拠

### 古い反切・音注
後漢の許慎による『説文解字』の「喦」字の項目には「読与聶同」とあり、日母の文字の読みが娘母の文字で示されている。
魏晋南北朝時代の反切資料では泥母・娘母・日母はしばしば区別されていない。特に泥母と娘母は顕著であり、後の顔師古がつけた音注でも区別されていない。『切韻』に引用されている反切でも、例えば娘母の「賃」や「䋈」の反切上字に泥母の「乃」や「奴」が用いられている。

### 声訓
漢代の声訓では、泥母・娘母・日母の接触が多く見られる。例えば『釈名』に「念、黏也」とあり、泥母の言葉の意味が似た読みを持つ娘母の言葉を用いて説明されている。

### 諧声関係
泥母・娘母・日母にまたがる諧声系列は非常に多い。
|    | 泥母 | 娘母 | 日母 |
| -- | ---- | ---- | ---- |
| 女 | 奴   | 女   | 如   |
| 日 | 涅   | 衵   | 日   |
| 然 | 撚   | 然   | 嘫   |

### 外国語の転写・借用語
初期の漢訳仏典では、インド諸語の通常の「n」を娘母や日母の音節で表記したり、そり舌音「ṇ」を泥母や日母の音節で表記する例がしばしば見られる。例えば支婁迦讖による『道行般若経』の翻訳に見られる「阿迦貳吒」という表記は、日母の「貳」がインド諸語の「n」を表記している（サンスクリット: अकनिष्ठ akaniṣṭha、ガンダーラ語 *aganiṭha）。

### 音韻体系における分布
泥母・娘母・日母は韻母に関して相補的な分布を示しており、基本的に、泥母は中古漢語の一・四等韻としか共起せず、娘母は中古漢語の二・三等韻としか共起せず、日母は中古漢語の三等韻としか共起しない。青年文法学派の枠組みから言って、このことはかつての泥母が特定の音韻環境を条件として娘母・日母に変化したことを示している。

### その他
敦煌出土の『帰三十字母例』と題された写本および「守温韻学残巻」と呼ばれる写本に記された声母の一覧には娘母が存在せず、泥母と娘母との対立を欠いている。